# Fort-Mahon-Plage
Fort-Mahon-Plage är en kommun i departementet Somme i regionen Hauts-de-France i norra Frankrike. Kommunen ligger i kantonen Rue som tillhör arrondissementet Abbeville. År 2022 hade Fort-Mahon-Plage 1 328 invånare.

## Befolkningsutveckling
Antalet invånare i kommunen Fort-Mahon-Plage
| Referens: INSEE |